# Campeonato de Hungría de Ciclismo en Ruta
Los Campeonatos de Hungría de Ciclismo en Ruta se organizan anualmente desde el año 1996 para determinar el campeón ciclista de Hungría de cada año. El título se otorga al vencedor de una única carrera. El vencedor obtiene el derecho a portar un maillot con los colores de la bandera húngara hasta el Campeonato de Hungría del año siguiente.

## Palmarés
| Año  | Campeón           | Segundo           | Tercero           |
| 1996 | László Bodrogi    | J. Istlstekker    | Csaba Steig       |
| 1997 | J. Istlstekker    | D. Sipocz         | László Bodrogi    |
| 1998 | Csaba Szekeres    | László Bodrogi    | David Arato       |
| 1999 | Gabor Arany       | Csaba Steig       | David Arato       |
| 2000 | László Bodrogi    | Peter Legradi     | Tamas Vilmaniy    |
| 2001 | Csaba Steig       | Csaba Szekeres    | Aurel Vig         |
| 2002 | Balazs Rohtmer    | Laszlo Garamszegi | David Arato       |
| 2003 | Gabor Arany       | Laszlo Garamszegi | Tamas Lengyel     |
| 2004 | Aurel Vig         | Laszlo Garamszegi | Attila Arvai      |
| 2005 | Laszlo Garamszegi | Gabor Arany       | Barnabas Vizer    |
| 2006 | László Bodrogi    | Gergely Ivanics   | Gabor Arany       |
| 2007 | Bálint Szeghalmi  | László Bodrogi    | Csaba Szekeres    |
| 2008 | Zoltan Madaras    | Péter Kusztor     | Gergely Ivanics   |
| 2009 | Istvan Cziraki    | Rida Cador        | Gabor Arany       |
| 2010 | Péter Kusztor     | Bálint Szeghalmi  | Gergely Kiss      |
| 2011 | Rida Cador        | Krisztián Lovassy | Péter Kusztor     |
| 2012 | Péter Kusztor     | Gábor Fejes       | Krisztián Lovassy |
| 2013 | Krisztián Lovassy | Žolt Der          | Péter Simon       |
| 2014 | Balász Rózsa      | Péter Kusztor     | Krisztián Lovassy |
| 2015 | Istvan Molnar     | Péter Kusztor     | Csaba Palyi       |
| 2016 | János Pelikán     | Krisztián Lovassy | Žolt Der          |
| 2017 | Krisztián Lovassy | Žolt Der          | Jozsef Hartmann   |
| 2018 | Barnabás Peák     | Márton Dina       | Ferenc Szollosi   |
| 2019 | Gergely Szarka    | Barnabás Peák     | Attila Valter     |
| 2020 | Viktor Filutás    | Daniel Dina       | Gábor Fejes       |
| 2021 | Viktor Filutás    | Zsolt Istlstekker | Gergő Orosz       |
| 2022 | Attila Valter     | Márton Dina       | Barnabás Peák     |
| 2023 | Attila Valter     | Márton Dina       | Erik Fetter       |
| 2024 | Attila Valter     | Erik Fetter       | Márton Dina       |
| 2025 | Márton Dina       | Viktor Filutás    | Balázs Rózsa      |